# مولي غيلين
مولي غيلين (بالإنجليزية: Mollie Gillen)‏ (1 نوفمبر 1908، سيدني في أستراليا - 3 يناير 2009، تورونتو في كندا)؛ كاتِبة، مؤرخة وروائية كندية.